# Luciola cruciata
Luciola cruciata is een keversoort uit de familie glimwormen (Lampyridae). De wetenschappelijke naam van de soort werd voor het eerst geldig gepubliceerd in 1854 door Motschulsky.